# Mrtník
Mrtník är en ort i Tjeckien.   Den ligger i regionen Plzeň, i den västra delen av landet, 80 km väster om huvudstaden Prag. Mrtník ligger 465 meter över havet och antalet invånare är 319.
Terrängen runt Mrtník är huvudsakligen platt, men norrut är den kuperad. Runt Mrtník är det ganska tätbefolkat, med 248 invånare per kvadratkilometer. Närmaste större samhälle är Plzeň, 17,1 km söder om Mrtník. I omgivningarna runt Mrtník växer i huvudsak blandskog.